# Viparita Karani

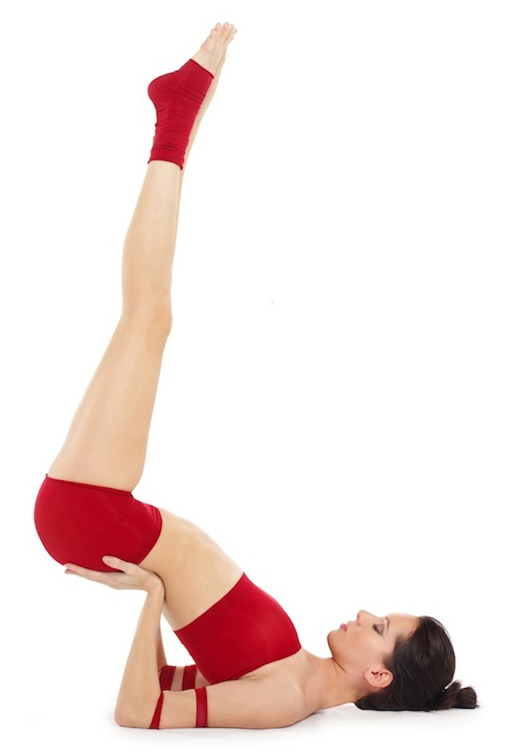
Viparita Karani

Viparita Karani (विपरीतकरणी) patří mezi ásany a mudry.

## Popis
Viparita Karani je obecně poloha vzhůru nohama. Zahrnuje v sobě další asány Sarvangásanu a Sirsasánu. V rámci muder patří mezi pozice cílící energii vzhůru k nohám. Variace zahrnují pozici s chodily proti sobě (Bidha Kotásana) a nebo s nohama rozkročmo.

## Etymologie
Viparita zmanená obráceně a Karani dělat.